# مثلث ويبل
هو مجموعة من ثلاثة علامات تسمى معايير ويبل التي تشير إلى أن أعراض المريض ناتجة عن نقص سكر الدم، مما قد يدل على وجود ورم في البنكرياس يسمي ورم جزيري. ومن الشروط الأساسية أعراض نقص سكر الدم، انخفاض تركيز الجلوكوز في بلازما الدم، وتخفيف الأعراض عند زيادة تركيز الجلوكوز في البلازما . تم وصفها لأول مرة بواسطة جراح البنكرياس ألين ويبل، الذي كان يهدف إلى وضع معايير للجراحة الاستكشافية للبنكرياس للبحث عن ورم جزيري.

## التعريف
ثلاثية ويبل يتم صياغته بأشكال مختلفة، ولكن الشروط الأساسية هي:
1. الأعراض المعروفة أو المحتمل أن تكون ناجمة عن نقص سكر الدم، خاصة بعد الصوم أو تدريب بدني شديد.[1][2] تشمل هذه الأعراض رعاش، تسرع القلب، قلق، دوخة، وفقدان الوعي.[3]
2. انخفاض تركيز الجلوكوز في البلازما عند قياسه في وقت الأعراض.[1][2] قد يتم قياسه تركيز الجلوكوز في البلازما أقل من 550 ملغم لكل لتر.[2]
3. تخفيف الأعراض عند زيادة مستوى الجلوكوز.[1][2]

لقد تطور استخدام وظهور هذه المعايير على مدار القرن الماضي بسبب فهم الأشكال المختلفة لنقص سكر الدم ، وتحسن الفحوصات الطبية والإجراءات التصويرية. لم يعد يُستخدم معيار وِيبِل لتبرير الاستكشاف الجراحي لورم جزيري، ولكن لتفريق نقص سكر الدم حيث يمكن  انخفاض سكر الدم تدي مجموعة من الحالات الأخرى مثل متلازمة ما بعد الطعام مجهولة السبب التي تحدث فيها أعراض مشابهة لانخفاض سكر الدم، ولكن لا يمكن إثبات انخفاض مستويات الجلوكوز. الآن يتم اللجوء إلى هذه المعايير بشكل أكبر من قبل أطباء الغدد الصماء مقارنة بالجراحين. الفحص الإشعاعي المفضل الآن هو التصوير بالمنظار أو التصوير بالموجات فوق الصوتية داخل العملية الجراحية[بحاجة لمصدر].

## التشخيص التفريقي
ثلاثية وبل ليس مقتصرًا على ورم جزيري، بل تُؤخذ أيضاً حالات أخرى في الاعتبار. قد توجد نفس العلامات في حالة فرط الأنسولينية غير الناجم عن ورم جزيري.

## التاريخ
تعود معايير وبل إلى ثلاثينيات القرن الماضي، عندما تم اكتشاف أن بعض المرضى الذين يعانون من أعراض مثل اهتزاز، إغماء، أوتعرق بسبب نقص سكر الدم قد تم شفاؤهم من خلال جراحة إزالة ورم جزيري ، لكن نسبة كبيرة من الأشخاص الذين تظهر عليهم أعراض تشير إلى نقص سكر الدم لم يحتاجوا إلى جراحة. كانت الفحوصات التشخيصية بدائية؛ حيث كان هناك اختبار غير دقيق للمواد المختزلة كقياس غير مباشر لمستوى الجلوكوز في الدم، ولم يكن قد تم العثور بعد على طريقة لقياس الهرمونات والمواد الأيضية مثل الأنسولين، ولم تكن هناك إجراءات تصويرية للأعضاء الداخلية مثل البنكرياس[بحاجة لمصدر].
كان ألين ويبل جراحًا معروفًا كان أول من أجري جراحات البنكرياس . وقد اقترح أنه لا يجب إجراء أي جراحة للبنكرياس للبحث عن ورم جزيري إلا إذا تم استيفاء هذه المعايير ولهذا السبب، يُعرف ثلاثية ويبل أيضًا بمعايير ويبل.